# 醫生樂隊

Die Ärzte logo

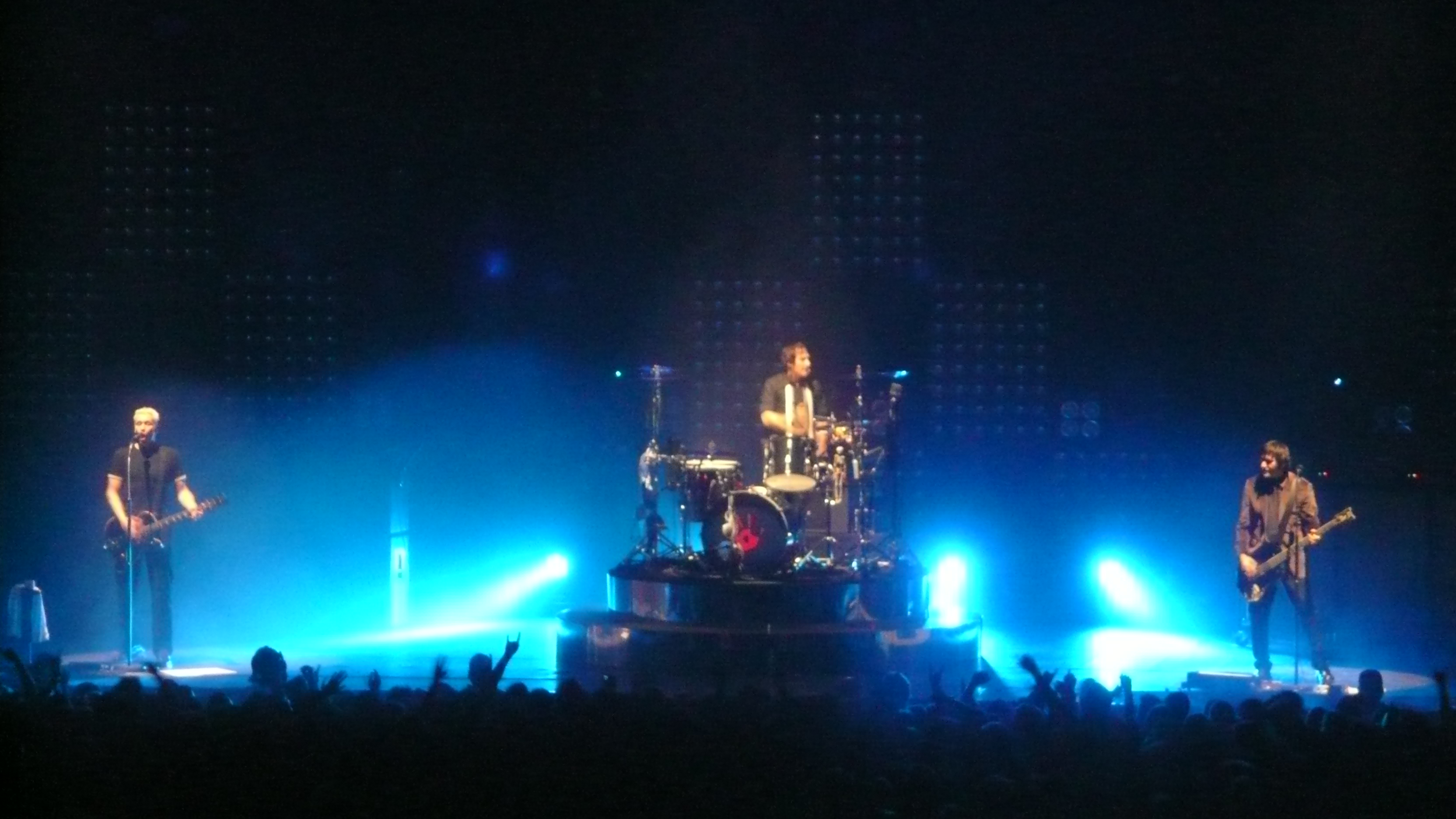
Die Ärzte in concert, Köln (2007)

醫生樂隊（德語：Die Ärzte） 是一支來自柏林的德語朋克搖滾樂隊。是商業上最成功的一個德國樂團，至今在德國的唱片銷量超過2千3百萬。以歌詞中充滿諷刺內容而聞名。組建於1982年，從1989年到1993年間曾經解散，1993年由法林·劳布、贝拉·B.和罗德里戈·冈萨雷兹三個人重組。

## 音樂

### 曆年專輯
- 1984: Debil（德语：Debil (Album)）
- 1985: Im Schatten der Ärzte（德语：Im Schatten der Ärzte）
- 1986: Die Ärzte（德语：Die Ärzte (Album)）
- 1988: Das ist nicht die ganze Wahrheit…（德语：Das ist nicht die ganze Wahrheit…）
- 1993: Die Bestie in Menschengestalt（德语：Die Bestie in Menschengestalt）
- 1995: Planet Punk（德语：Planet Punk）
- 1996: Le Frisur（德语：Le Frisur）
- 1998: 13
- 2000: Runter mit den Spendierhosen, Unsichtbarer!（德语：Runter mit den Spendierhosen, Unsichtbarer!）
- 2003: Geräusch（德语：Geräusch (Album)）
- 2007: Jazz ist anders（德语：Jazz ist anders）
- 2012: auch（德语：Geräusch (Album)）